# Campeonato Paraibano de Futebol de 2007
O Campeonato Paraibano de Futebol de 2007 foi a 98 ª edição do referido torneio que corresponde à elite do futebol paraibano, o qual foi organizado pela Federação Paraibana de Futebol (FPF) e observou ao final da temporada o Nacional de Patos como campeão, ao derrotar o Atlético Cajazeirense nos dois jogos da final, com o placar agregado de 4–2, para conquistar o primeiro e até então único título estadual da história do clube.
O torneio teve início no dia 21 de janeiro e concluiu em 6 de maio do mesmo ano. Tanto o campeão como o vice se classificaram para a  Série C de 2007, enquanto que para a Copa do Brasil de Futebol de 2008 se classificaram o campeão Nacional de Patos e o 3º colocado, Sousa.

## Regulamento
Os dez clubes jogam entre si em turno e returno. Em cada turno se classificam quatro equipes para as semi finais e posteriormente para as finais de turno. Tanto no 1º como no 2º turno, as semi finais e as finais serão disputadas em duas partidas. O clube de melhor campanha joga por resultados iguais.

### Decisão
Os campeões de cada turno fazem a final do campeonato em dois jogos, com o clube de melhor campanha jogando por resultados iguais. Caso o mesmo clube vença os dois turnos ele é automaticamente o campeão.

### Critérios de desempate
1. Maior número de vitórias;
2. Melhor saldo de gols;
3. Mais gols a favor;
4. Menos gols contra;
5. Mais gols fora de casa;
6. Confronto direto.

## Equipes participantes

### Promovidos e rebaixados
| Pos. | Rebaixados da Primeira Divisão 2006 |
| ---- | ----------------------------------- |
| 9º   | Nacional de Cabedelo                |

| Pos. | Promovido da Segunda Divisão 2006 |
| ---- | --------------------------------- |
| 1º   | Auto Esporte-PB                   |
| 2º   | Perilima                          |

### Informações das equipes
| Aumento | Equipe promovida da Segunda Divisão 2006 |

## 1º Turno
| Pos | Equipe                | Pts | J | V | E | D | GP | GC | SG  | Classificado |
| --- | --------------------- | --- | - | - | - | - | -- | -- | --- | ------------ |
| 1   | Campinense            | 20  | 9 | 6 | 2 | 1 | 22 | 3  | +19 | Semifinal    |
| 2   | Esporte-PB            | 18  | 9 | 6 | 0 | 3 | 18 | 14 | +4  | Semifinal    |
| 3   | Nacional de Patos     | 18  | 9 | 5 | 3 | 1 | 19 | 8  | +11 | Semifinal    |
| 4   | Sousa                 | 17  | 9 | 5 | 2 | 2 | 19 | 8  | +11 | Semifinal    |
| 5   | Botafogo-PB           | 17  | 9 | 5 | 2 | 2 | 18 | 10 | +8  |              |
| 6   | Treze                 | 13  | 9 | 4 | 1 | 4 | 23 | 12 | +11 |              |
| 7   | Atlético Cajazeirense | 10  | 9 | 3 | 1 | 5 | 6  | 16 | −10 |              |
| 8   | Auto Esporte-PB       | 8   | 9 | 2 | 2 | 5 | 12 | 18 | −6  |              |
| 9   | Desportiva Guarabira  | 7   | 9 | 2 | 1 | 6 | 8  | 22 | −14 |              |
| 10  | Perilima              | 0   | 9 | 0 | 0 | 9 | 5  | 39 | −34 |              |

### Final 1º turno
Em itálico, as equipes que possuem o mando de campo no primeiro jogo do confronto e em negrito as equipes classificados.
|  | Semifinais        | Semifinais | Semifinais | Semifinais |   |                   | Final | Final | Final | Final |
|  |                   |            |            |            |   |                   |       |       |       |       |
|  | Esporte-PB        | 1          | 1          | 2          |   |                   |       |       |       |       |
|  | Nacional de Patos | 3          | 1          | 4          |   |                   |       |       |       |       |
|  | Nacional de Patos | 3          | 1          | 4          |   | Nacional de Patos | 1     | 1     | 2     |       |
|  |                   |            |            |            |   | Nacional de Patos | 1     | 1     | 2     |       |
|  |                   | Sousa      | 2          | 0          | 2 |                   |       |       |       |       |
|  | Campinense        | Sousa      | 2          | 0          | 2 | 0                 | 2     | 2     |       |       |
|  | Campinense        |            |            |            |   | 0                 | 2     | 2     |       |       |
|  | Sousa             | 2          | 1          | 3          |   |                   |       |       |       |       |

Nacional de Patos vence o Sousa na final por ter uma campanha melhor na fase de grupo e avança para a final do campeonato.

## 2º Turno
| Pos | Equipe                | Pts | J  | V | E | D | GP | GC | SG  | Classificado |
| --- | --------------------- | --- | -- | - | - | - | -- | -- | --- | ------------ |
| 1   | Sousa                 | 18  | 9  | 6 | 0 | 3 | 15 | 12 | +3  | Semifinal    |
| 2   | Atlético Cajazeirense | 17  | 9  | 5 | 2 | 2 | 21 | 9  | +12 | Semifinal    |
| 3   | Nacional de Patos     | 17  | 9  | 5 | 2 | 2 | 14 | 10 | +4  | Semifinal    |
| 4   | Treze                 | 16  | 9  | 5 | 1 | 3 | 23 | 11 | +12 | Semifinal    |
| 5   | Campinense            | 14  | 9  | 4 | 2 | 3 | 19 | 13 | +6  |              |
| 6   | Desportiva Guarabira  | 14  | 9  | 4 | 2 | 3 | 19 | 15 | +4  |              |
| 7   | Botafogo-PB           | 14  | 10 | 3 | 5 | 2 | 21 | 13 | +8  |              |
| 8   | Auto Esporte-PB       | 8   | 9  | 2 | 2 | 5 | 17 | 21 | −4  |              |
| 9   | Esporte-PB            | 6   | 9  | 1 | 3 | 5 | 14 | 23 | −9  |              |
| 10  | Perilima              | 1   | 9  | 0 | 1 | 8 | 6  | 42 | −36 |              |

### Final 2º turno
Em itálico, as equipes que possuem o mando de campo no primeiro jogo do confronto e em negrito as equipes classificados.
|  | Semifinais            | Semifinais | Semifinais | Semifinais |   |                       | Final | Final | Final | Final |
|  |                       |            |            |            |   |                       |       |       |       |       |
|  | Atlético Cajazeirense | 2          | 1          | 3          |   |                       |       |       |       |       |
|  | Nacional de Patos     | 1          | 0          | 1          |   |                       |       |       |       |       |
|  | Nacional de Patos     | 1          | 0          | 1          |   | Atlético Cajazeirense | 1     | 2     | 3     |       |
|  |                       |            |            |            |   | Atlético Cajazeirense | 1     | 2     | 3     |       |
|  |                       | Treze      | 2          | 1          | 3 |                       |       |       |       |       |
|  | Sousa                 | Treze      | 2          | 1          | 3 | 0                     | 2     | 2     |       |       |
|  | Sousa                 |            |            |            |   | 0                     | 2     | 2     |       |       |
|  | Treze                 | 2          | 2          | 4          |   |                       |       |       |       |       |

Atlético Cajazeirense vence o Treze na final por ter uma campanha melhor na fase de grupo e avança para a final do campeonato.

## Final do campeonato
| 09 de maio    | Atlético Cajazeirense    | 2 – 1 | Nacional de Patos | Perpetão, Cajazeiras    |
| 20:00 (UTC+3) | Júnior Mineiro 5', 45+1' |       | 3' Edmundo        | Árbitro: Genival Júnior |

| 13 de maio    | Nacional de Patos                       | 3 – 0 | Atlético Cajazeirense | Estádio José Cavalcanti, Patos |
| 16:00 (UTC+3) | Wescley 45+1' · Ribinha 51' · Lamar 76' |       |                       | Árbitro: Alexandre Magno       |

O Nacional de Patos venceu no agregado por 4-2.

## Premiação
| Campeonato Paraibano de 2006           |
| -------------------------------------- |
| Nacional de Patos Campeão (1.º título) |

## Classificação Final
| Pos | Equipe                | Pts | J  | V  | E | D  | GP | GC | SG  | Classificação ou descenso                |
| --- | --------------------- | --- | -- | -- | - | -- | -- | -- | --- | ---------------------------------------- |
| 1   | Nacional de Patos     | 45  | 26 | 13 | 6 | 7  | 41 | 27 | +14 | Série C de 2007 e Copa do Brasil de 2008 |
| 2   | Atlético Cajazeirense | 39  | 24 | 12 | 3 | 9  | 35 | 30 | +5  | Série C de 2007                          |
| 3   | Sousa                 | 42  | 24 | 13 | 3 | 8  | 41 | 28 | +13 | Copa do Brasil de 2008                   |
| 4   | Campinense            | 37  | 20 | 11 | 4 | 5  | 43 | 19 | +24 |                                          |
| 5   | Treze                 | 36  | 22 | 11 | 3 | 8  | 53 | 18 | +35 |                                          |
| 6   | Botafogo-PB           | 31  | 18 | 8  | 7 | 3  | 39 | 23 | +16 |                                          |
| 7   | Esporte-PB            | 25  | 20 | 7  | 4 | 9  | 34 | 41 | −7  |                                          |
| 8   | Desportiva Guarabira  | 21  | 18 | 6  | 3 | 9  | 27 | 37 | −10 |                                          |
| 9   | Auto Esporte-PB       | 16  | 18 | 4  | 4 | 10 | 29 | 39 | −10 | Segunda Divisão de 2008                  |
| 10  | Perilima              | 1   | 18 | 0  | 1 | 17 | 11 | 81 | −70 | Segunda Divisão de 2008                  |